# 纳西姆·帕杜雷德
纳西姆·帕杜雷德（英語：Nasim Pedrad，1981年11月18日—）是一位伊朗裔美籍喜剧演员。她自2009年起加入美国喜剧节目《周六夜现场》，成为该节目的客座演员之一，也是该节目历史上首位出生于西亚的女演员。2011年，她升为节目常驻演员，出演了一系列喜剧角色。此外，她曾还在多部电影和电视剧中客串。